# 安氏原燈籠魚
安氏原燈籠魚（学名：Protomyctophum andriashevi）为輻鰭魚綱燈籠魚目灯笼鱼科的其中一種。分布于南半球亞熱帶至南極間的海域，為深海魚類，棲息深度50-332公尺，體長可達6公分。

## 扩展阅读
維基物種上的相關：安氏原燈籠魚